# Битва титанов (фильм, 1981)
«Би́тва тита́нов» (англ. Clash of the Titans) — художественный фильм 1981 года, приключенческий фильм производства США, снятый режиссёром Десмондом Дэвисом. Главные роли исполнили Лоренс Оливье, Гарри Хэмлин, Урсула Андресс и Мэгги Смит.

## Сюжет
Фильм представляет собой вольную экранизацию древнегреческих мифов. Персей, смертный сын Зевса, должен спасти свою любимую — прекрасную Андромеду — от сильного заклятия. У Персея есть помощники — прекрасный крылатый конь и удивительно умная сова Буббо, созданная Гефестом по приказу Афины.

### Отличия фильма от мифа
- В фильме у Андромеды есть жених, ревнивый соперник Персея — царевич Калиб (Калибос), который в конце концов превращается в чудовище. В мифе этого персонажа звали Финеем и он был обращён в камень горгоной Медузой во время женитьбы Персея на Андромеде.
- В фильме Андромеду должны принести в жертву Кракену, который на самом деле является персонажем не греческой, а скандинавской мифологии. В мифе вместо Кракена — морское чудовище, исполинская рыба или (по другим вариантам) дракон.
- Кракен и горгона Медуза названы в фильме последними из титанов. В мифе об этом не говорится.
- Согласно мифу, Пегас — конь Беллерофонта, а не Персея. В фильме Пегас — последний из стада крылатых лошадей Зевса.
- Сова Буббо есть только в фильме, но не в мифе.
- В фильме горгона Медуза обитала в Аиде, поэтому путь к ней преграждал двуглавый пёс, по-видимому, Цербер или Орф. В мифе она жила на острове с двумя сёстрами-горгонами, и пса не было.
- Согласно фильму, нереида Фетида живёт на Олимпе, и у неё есть сын Калибос. В мифах Фетида была замужем за смертным и имела единственного сына Ахилла.
- Согласно мифам, Кассиопея заявила, что её дочь прекраснее всех нереид, в фильме — что прекраснее именно Фетиды.
- В фильме из крови горгоны Медузы родились гигантские скорпионы, в мифах — змеи.

## В ролях
- Лоренс Оливье — Зевс
- Гарри Хэмлин — Персей
- Урсула Андресс — Афродита
- Мэгги Смит — Фетида
- Джуди Баукер — Андромеда
- Берджесс Мередит — Аммон
- Клер Блум — Гера
- Шан Филлипс — Кассиопея
- Флора Робсон — стикс
- Тим Пиготт-Смит — Фалло
- Нил МакКарти — Калибос
- Сьюзен Флитвуд — Афина
- Анна Мэнахан — стикс
- Фреда Джексон — стикс
- Джек Гвиллим — Посейдон
- Пэт Роуч — Гефест
- Дональд Хьюстон — царь Акрисий
- Вида Тэйлор — Даная

## Интересные факты
- Существуют разночтения относительно страны-производителя фильма: на IMDb указывают США, а многие другие источники — Великобританию. Это связано с тем, что большинство актеров англичане, а студии, на которых шло кинопроизводство, расположены в США.
- Спецэффекты в фильме созданы мастером Рэем Харрихаузеном.
- Другую версию фильма, которая во многом использует сюжетные ходы и художественные решения картины 1981 года, под тем же названием выпустил в 2010 году режиссёр Луи Летерье с Сэмом Уортингтоном, Джеммой Артертон, Лиамом Нисоном и Рэйфом Файнсом в главных ролях.